# 江涌
江涌（1963年—），湖南省常德市安乡县人，男，中国人民解放军国防科技大学毕业，中国飞行器总体与制导专家，中国航天科工集团第二研究院研究员，中国科学院院士。

## 生平
1963年，江涌出生在湖南省常德市安乡县。1979年，江涌考入中国人民解放军国防科技大学。大学毕业后加入中国航天科工集团。